# 纳业湾遗址
纳业湾遗址，位于中国青海省湟中县四营乡上红土沟村，为青海省市县级文物保护单位，公布日期为1983年3月25日，类型为古遗址。
纳业湾遗址的历史年代为唐汪式。